# Abbazia di Vezzolano
L'abbazia di Santa Maria di Vezzolano è un edificio religioso in stile romanico e gotico, tra i più importanti monumenti medievali del Piemonte, situato nel comune di Albugnano in provincia di Asti. L'appellativo "abbazia" è da sempre usato impropriamente anche dagli enti statali preposti alla gestione, in quanto la chiesa non è mai stata tale. Il nome corretto è Canonica di Santa Maria di Vezzolano, come si evince dalla bibliografia allegata.
Dal dicembre 2014 il Ministero per i beni e le attività culturali la gestisce tramite il Polo museale del Piemonte, nel dicembre 2019 divenuto Direzione regionale Musei. L'abbazia è inserita nell'Itinerario Culturale del Consiglio d'Europa Transromanica.

## Il toponimo "Vezzolano"

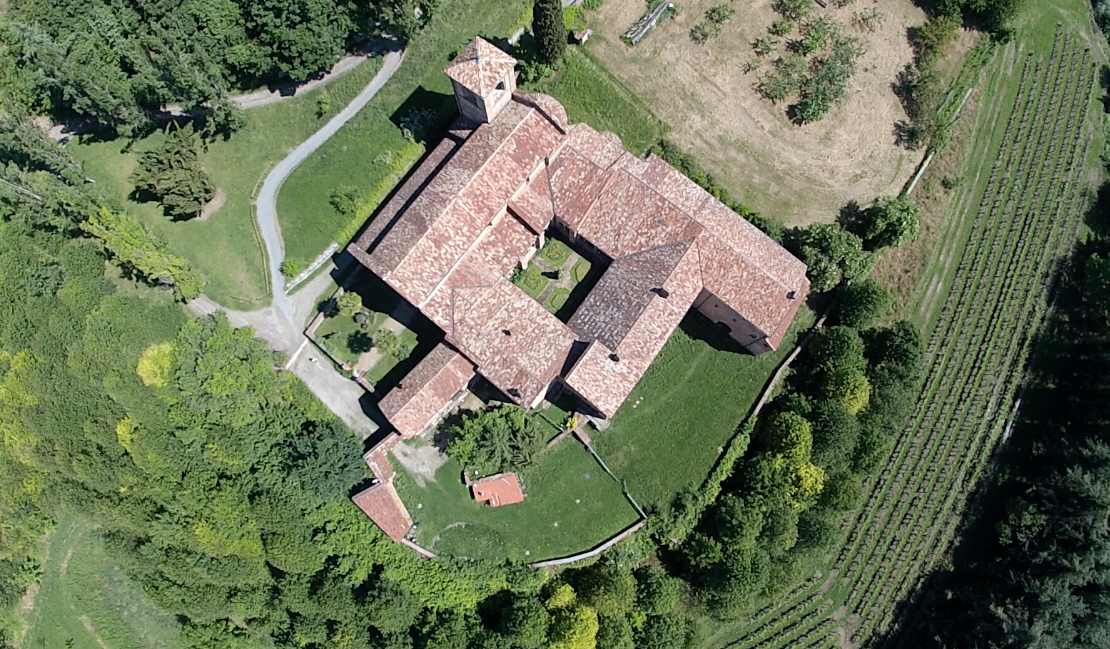
Veduta aerea dell'Abbazia

Vi sono diverse ipotesi sull'origine del nome della località, tra le quali l'apparentamento con la gens Vetia o al centro di Vézelay in Francia, in cui già al tempo di Carlo Magno esisteva un'abbazia.
Probabilmente è più attendibile l'origine medievale o regionale del toponimo da Vezzola o Vetiola nel significato di "recipiente d'acqua", dato che nelle vicinanze dell'edificio scorre un ruscello. Si può verosimilmente supporre, riprendendo la prima ipotesi, la derivazione dal gentilizio romano "Vettius" e quindi dal diminitivo "Vettiolus" oppure dagli altri gentilizi " Vetuleius" e "Vetulius". La derivazione di toponimi da gentilizi romani è molto frequente in zona (Albugnano, Albuzzano ecc.)

## La fondazione
La tradizione fa risalire la fondazione della chiesa a Carlo Magno: secondo una versione ipotetica più diffusa, l'imperatore nell'anno 773 stava cacciando nella selva di Vezzolano, quando improvvisamente gli sarebbero apparsi tre scheletri usciti da una tomba, che gli provocarono un notevole spavento. Sempre secondo la versione, fu aiutato da un eremita ed invitato a pregare Maria Vergine, per cui volle edificare nel luogo dell'apparizione una chiesa abbaziale.
Sebbene una certa storiografia talvolta sostenga che la chiesa di Santa Maria fosse già esistente in epoca longobarda e che poi fosse stata distrutta dai Saraceni, la documentazione in tal senso è lacunosa o inesistente. 

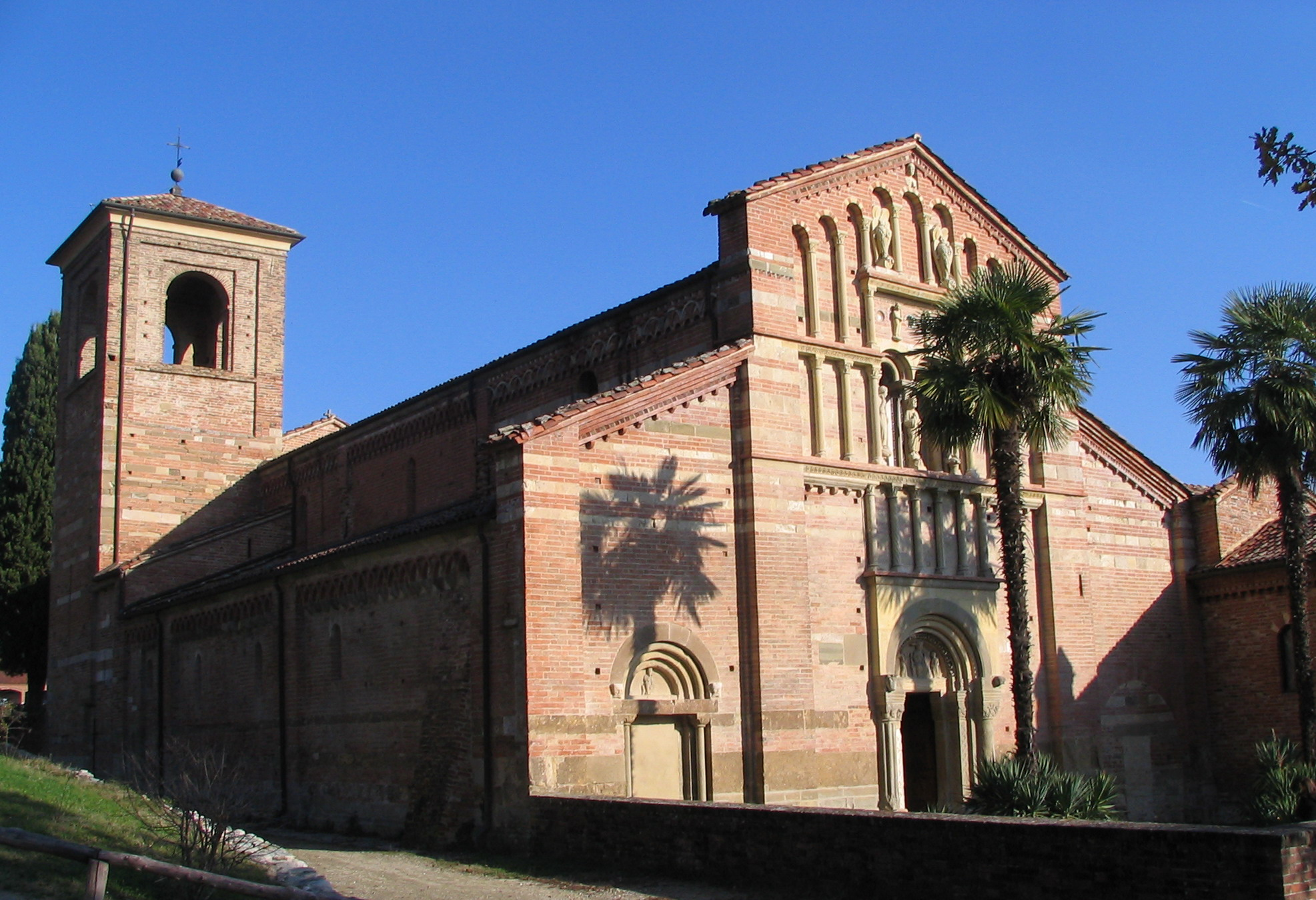
Veduta d'insieme della chiesa e del campanile

Il più antico documento noto risale al 1095; in esso vengono citati due ecclesiastici, Theodulus ed Egidius, che ricevono in dono da alcuni nobili una chiesa dedicata a Santa Maria, più altri beni connessi, con l'impegno di fondare una comunità religiosa. Di questo edificio preesistente all'attuale non rimane traccia.
La costruzione della chiesa così come oggi la vediamo prende avvio nella seconda metà del XII secolo, probabilmente grazie all'impegno di quello stesso Guidone (Vidone) ricordato sul pontile all'interno dell'edificio; all'inizio del XIII secolo la chiesa era ultimata, mentre il resto del complesso, chiostro e sala capitolare compresi, verrà completato nei secoli seguenti.
Stilisticamente, l'insieme si colloca tra il romanico e il gotico. La pietra arenaria e il mattone caratterizzano lo stile architettonico dell'abbazia, fondato sulla bicromia a fasce alternate, comune ad altre scuole architettoniche italiane, in particolare quella ligure e toscana.

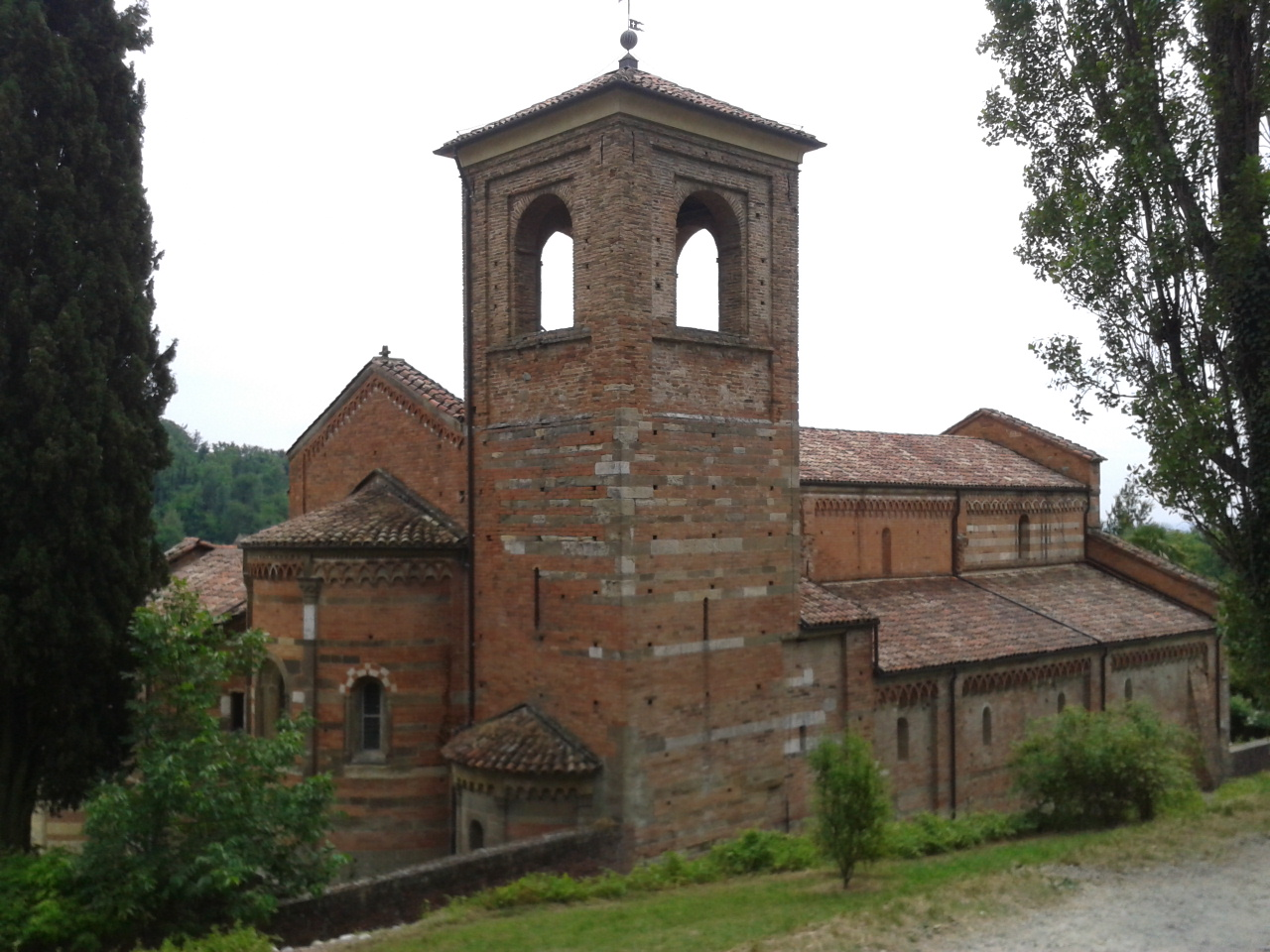
Il campanile, con una delle due absidi minori, e l'abside maggiore.

L'"abbazia" venne abitata da religiosi fino agli inizi del XIX secolo quando, durante la dominazione napoleonica, l'istituzione ecclesiastica venne soppressa.

## Il campanile e le absidi
Il campanile si trova in capo alla navata sinistra della chiesa; di impianto romanico, è stato ricostruito nella parte sommitale. L'absidiola che vi si appoggia è stata ricostruita nel XX secolo seguendo le tracce di quella originale, così come è avvenuto per l'absidiola in capo alla sala capitolare. L'abside maggiore è invece ancora quella risalente alla seconda metà del XII secolo.

## La facciata

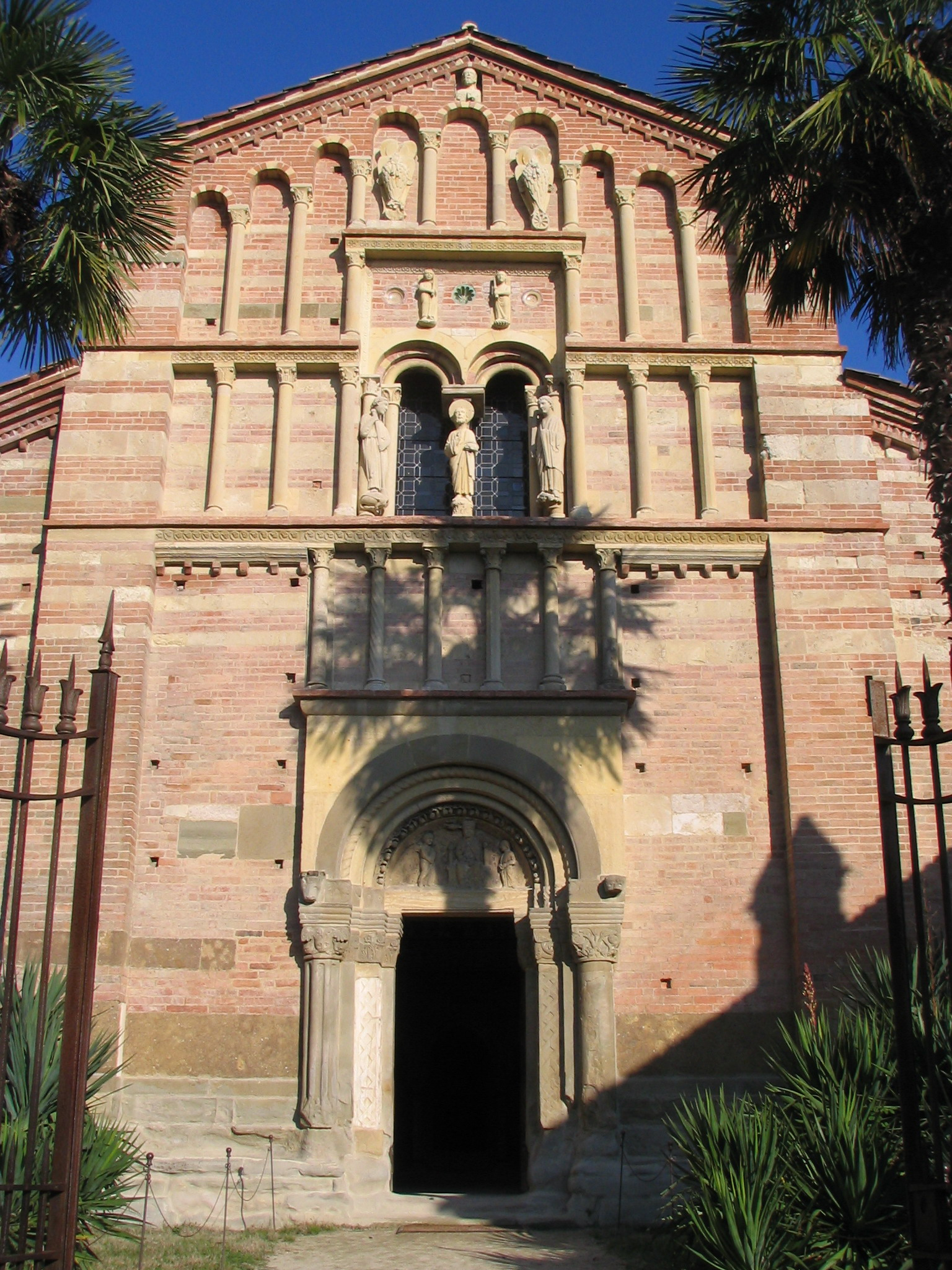
Facciata

La facciata, decorata nella parte superiore da un paramento in cotto alternato a fasce orizzontali in pietra, è tipicamente romanica  e ricorda i motivi architettonici lombardi e pisani. Presenta tre ordini di gallerie cieche (meno quella centrale, interrotta da una bifora), ornate con esili colonnine.
La grande bifora è una pregevole composizione caratterizzata dalla figura del Cristo affiancato dai due arcangeli Michele e Raffaele, armati rispettivamente di lancia e spada. Nel riquadro sopra la bifora sono raffigurati due angeli recanti un cero, alternati a tre bacili in ceramica policroma, di produzione islamica. Più in alto si trovano due serafini (con sei ali) che poggiano su ruote (attributo, quest'ultimo, che però è tipico dei cherubini). Al culmine, in una nicchia, domina un busto poco riconoscibile, probabilmente Dio padre.

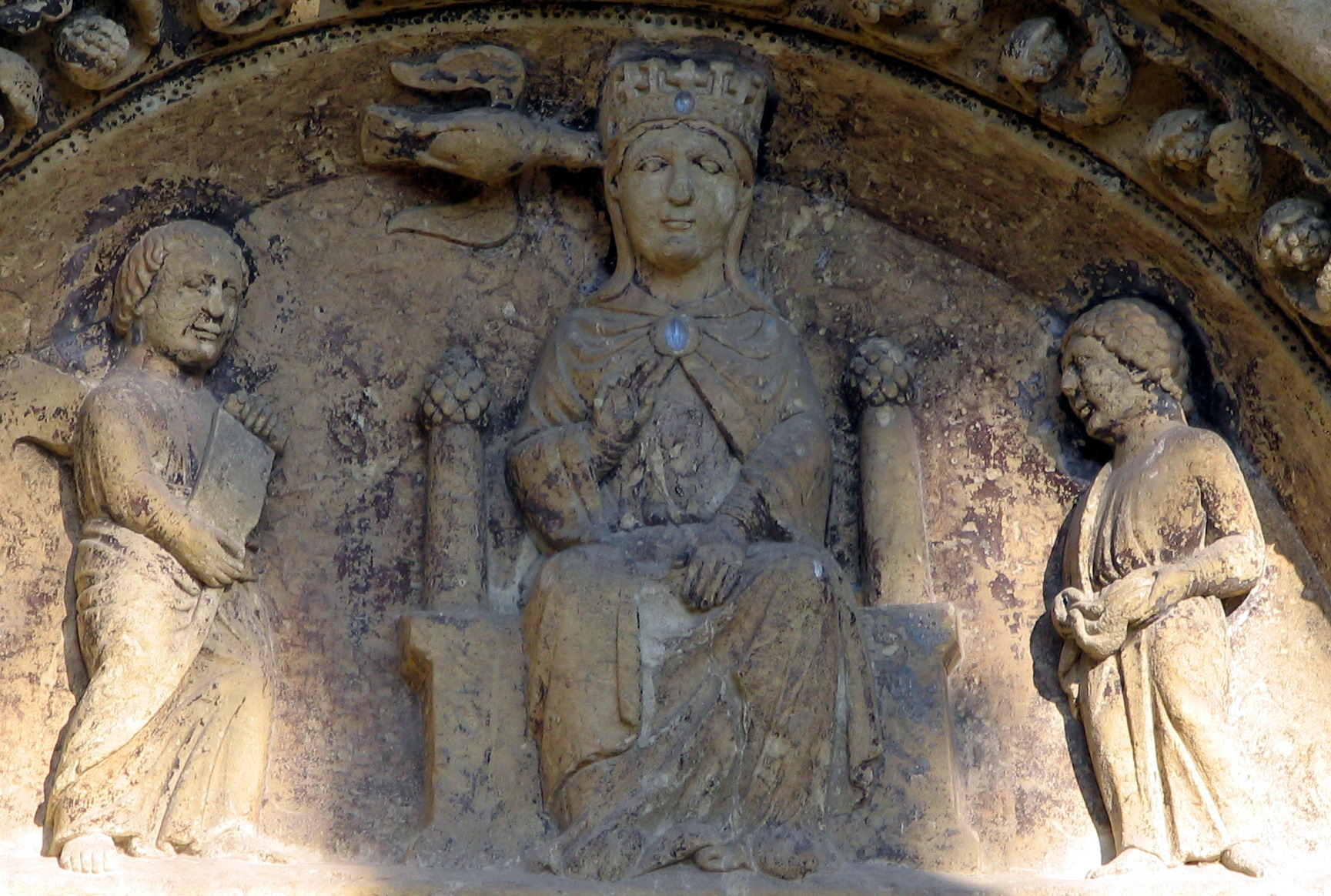
Facciata, lunetta con la Vergine in trono con ai lati due angeli, particolare

Dei tre portali originali, solo due sono ancora visibili: quello di destra è scomparso (poiché la corrispettiva navata è stata quasi del tutto integrata nel chiostro) mentre quello sinistro, benché murato, è ancora decorato da una bella lunetta dotata di un bassorilievo centrale (molto rovinato) e due mascheroni laterali.
Il ricco portale principale presenta pilastri, capitelli e stipiti decorati perlopiù con animali fantastici e motivi fitomorfi e geometrici. Nella lunetta campeggia una raffigurazione della Vergine in trono: due angeli la affiancano mentre lo Spirito Santo, in forma di colomba, le sussurra nell'orecchio.

## L'interno
L'interno è di forme romanico-gotiche con influssi francesi e lombardi. Attualmente è composto da due navate, centrale e sinistra, quella destra è stata incamerata nel chiostro nella seconda metà del XIII secolo. Le volte sono ad archi acuti costolonati.

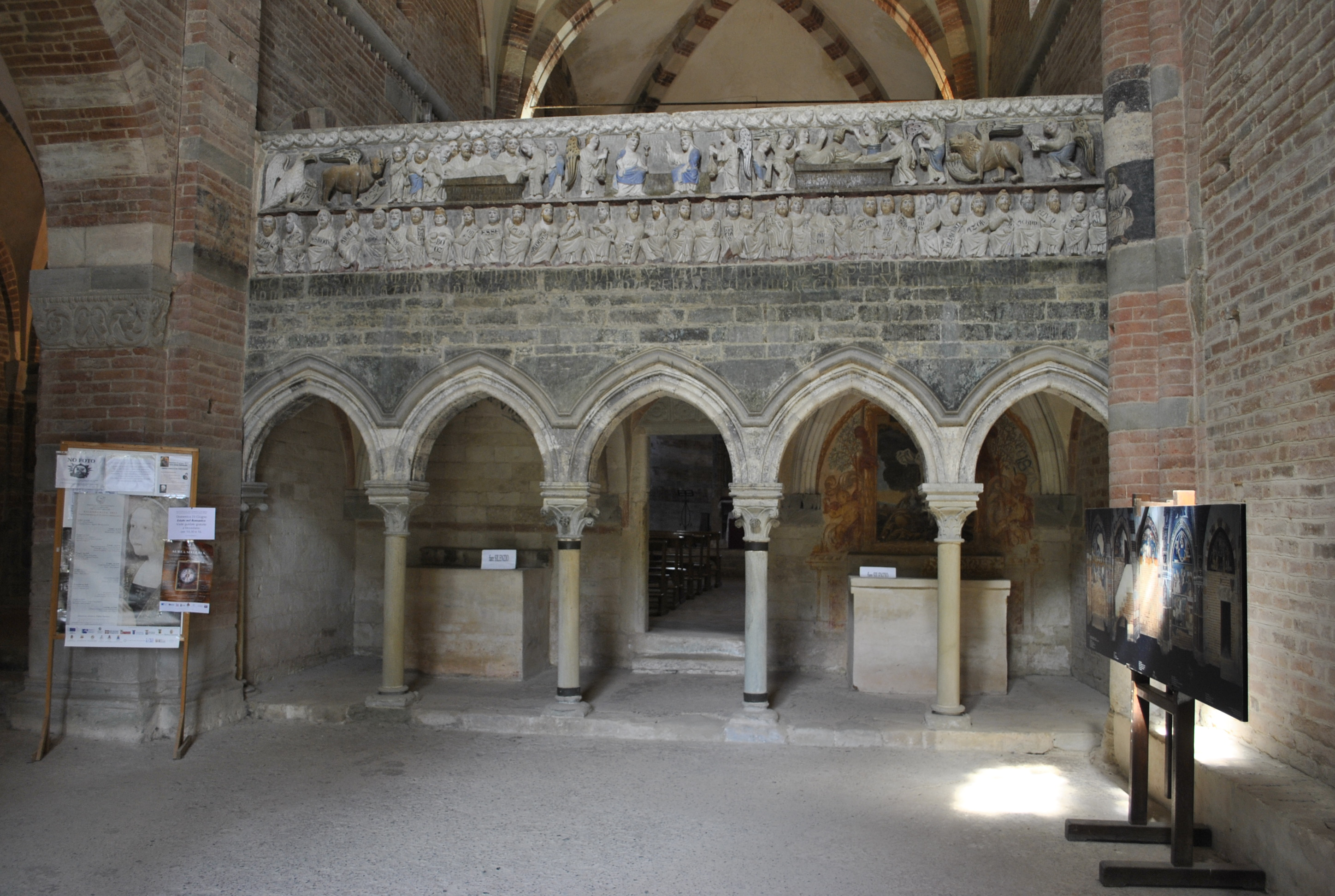
Il Pontile, o Jubé, con decorazione scultorea policroma

La navata centrale è divisa trasversalmente da un pontile (o jubé) finemente decorato, un modello architettonico oggi raro in Italia ma ancora abbastanza frequente nelle chiese d'oltralpe. La struttura, in arenaria, è di scuola borgognona; la lunga iscrizione chiarisce, tra l'altro, che l'opera è stata completata nel 1189. Il pontile poggia su cinque archi a sesto acuto ed è istoriato con due ordini sovrapposti di decorazioni scultoree policrome. In quella superiore, dedicata alla Madonna, si possono osservare tre episodi della Dormitio Virginis: Deposizione, Risveglio e (in centro) Trionfo in Cielo, oltre ai quattro simboli degli Evangelisti. Nella parte inferiore è rappresentata la serie dei patriarchi, da Abramo sino a Giuseppe, secondo la genealogia stilata da Matteo; curiosamente: 5 dei 40 patriarchi non si trovano sul pontile ma sono stati dipinti sulle colonne che lo affiancano (tre sulla colonna sinistra, due su quella destra), il che fa supporre che la struttura fosse originariamente più lunga di un paio di metri, forse perché prevista per una diversa collocazione, e poi decurtata nel momento della sua posa attuale.
Nella navata sinistra, proprio a ridosso del pontile, un capitello a bassorilievo raffigura Sansone in lotta col leone; l'eroe biblico è colto nel momento in cui divarica le fauci della fiera.

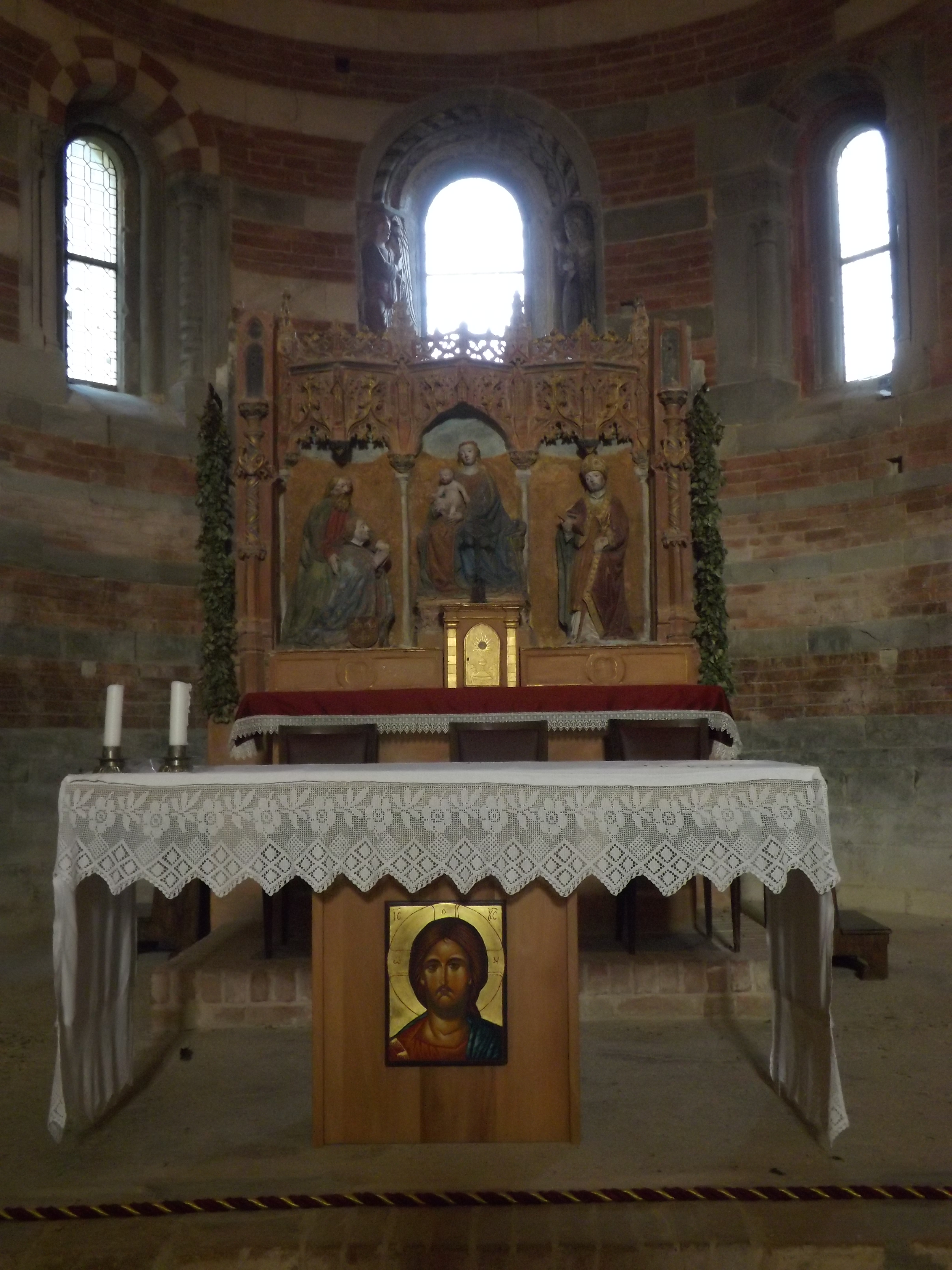
L'altare maggiore

L'altare maggiore conserva un pregevole trittico in terracotta dipinta risalente alla metà del XV secolo; nell'abside retrostante, sui lati della finestra centrale si possono osservare due bassorilievi in pietra, di notevole fattura (datati alla seconda metà del XII secolo), raffiguranti l'arcangelo Gabriele e la Madonna.
La volta del catino absidale, realizzata in fasce alternate di laterizio e arenaria, crea un effetto ottico coinvolgente e quasi ipnotico, a pari di altre strutture coeve più note, come la cappella di San Galgano a Montesiepi.
In fondo alla navata centrale, sulla destra, si trova il collegamento con il piccolo chiostro, molto grazioso, con portici architettonicamente eterogenei.

## Il chiostro e gli spazi connessi

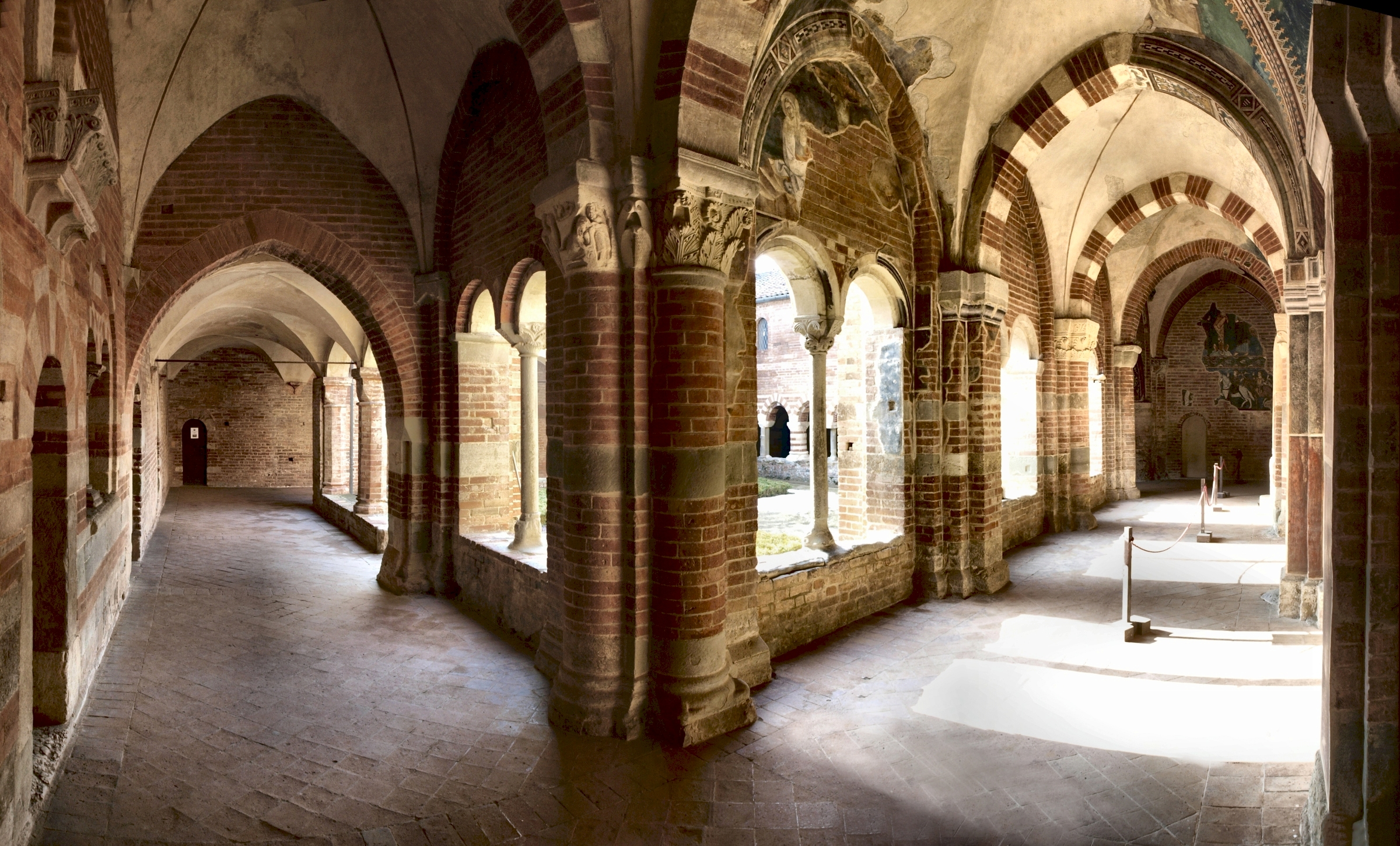
Le ali nord-est (a sinistra) e nord-ovest del chiostro: quest'ultima ospita una serie di affreschi medievali.

Accedendo al chiostro, si nota a sinistra una porta fiancheggiata da due bifore: è l'accesso alla sala capitolare. Più avanti, un'altra porta immette nell'ampia foresteria. Entrambe le sale ospitano due mostre fotografiche permanenti, una delle quali dedicata all'uso simbolico delle proporzioni matematiche e geometriche nelle costruzioni religiose medievali, l'altra destinata ad illustrare la ricca tipologia delle chiese romaniche delle campagne astigiane.
Tra le ali nord-est e nord-ovest del chiostro, i due capitelli d'angolo sono decorati con Storie della Vergine.
I quattro lati del chiostro non sono omogenei tra loro, poiché realizzati in tre fasi distinte; le differenze saltano all'occhio osservando le pareti che aggettano sul giardino interno.
- La porzione nord-ovest, realizzata nella seconda metà del XIII secolo sfruttando lo spazio della ex navata destra della chiesa, prende luce grazie a tre grandi bifore gotiche dotate di colonnine in pietra;
- una bifora analoga decora anche l'adiacente lato nord-est, che però prosegue, completamente in laterizio, con due arcate a sesto lievemente ribassato, sorrette da capitelli cubici che a loro volta si appoggiano su pilastri poligonali; questa porzione del chiostro, così come la successiva a sud-est, è la più recente, risale al XV secolo e ha subito rimaneggiamenti anche nei secoli successivi.
- Il lato sud-est è composto da quattro grandi arcate in laterizio, identiche a quelle del lato nord-est; da quest'ala si può accedere al refettorio.
- Il lato sud-ovest, che stilisticamente si discosta nettamente dagli altri tre, è il più antico (XII secolo) forse il più interessante: si compone di otto arcatelle a sesto acuto che si appoggiano, alternandosi, a colonnine in pietra e a pilastri cilindrici in opera mista (laterizio e pietra), soluzione che dona a questa porzione di chiostro un effetto plastico e cromatico assai gradevole, arricchito dalla presenza, nella parte superiore, di alcune finestrelle e di un poggiolo laterale.

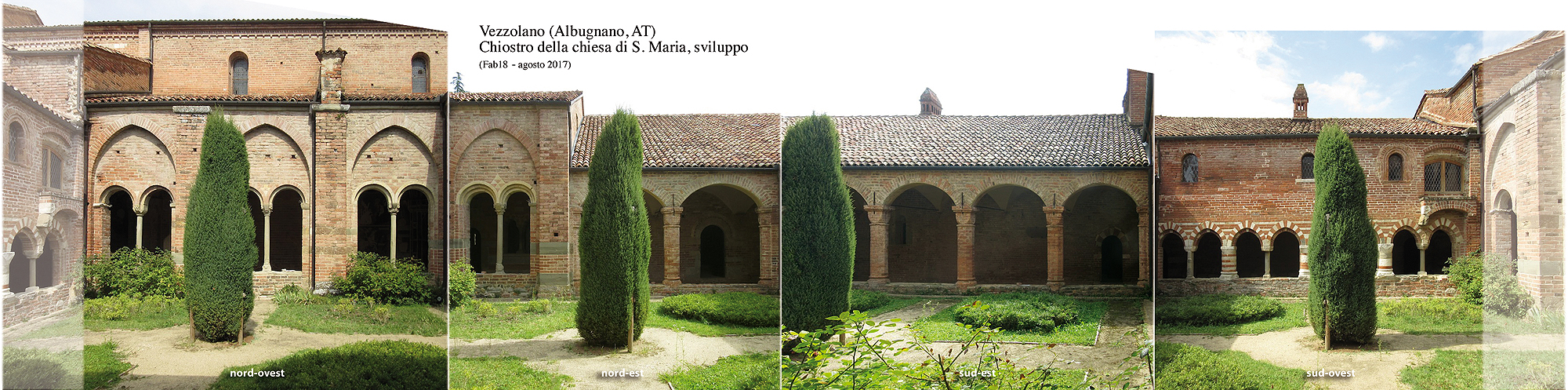
Chiostro dell'abbazia di Vezzolano, sviluppo dei quattro lati (NO, NE, SE e SO).

## Gli affreschi

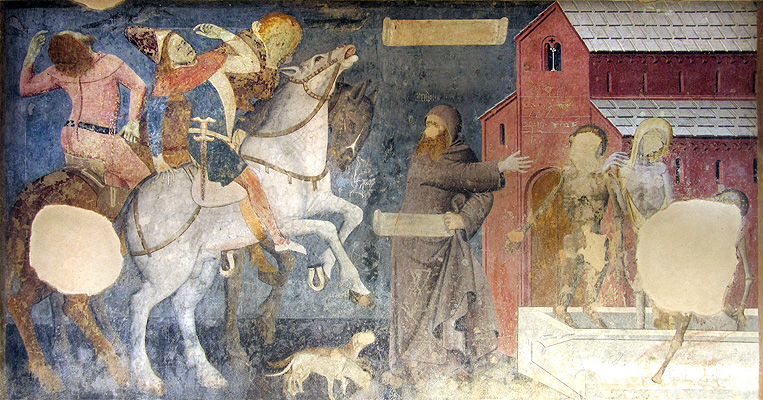
"Contrasto dei tre vivi e dei tre morti". Affresco (seconda metà del XIV secolo) nel chiostro dell'abbazia

Lungo l'intera l'ala nord-ovest del chiostro è conservata una serie di pregevoli affreschi. Nel loro insieme questi dipinti, oggetto di restauro nei primi anni Novanta del XX secolo, rappresentano uno dei più interessanti cicli pittorici del Trecento piemontese.
- Nella prima arcata, proprio sopra l'ingresso al chiostro, si trova una lunetta con un affresco gotico di gusto francese, rappresentante la Vergine in trono affiancata da due angeli dotati di turiboli.
- Sulla parete della seconda arcata (sepolcreto dei Rivalba), che è la più ricca e meglio conservata, sono rappresentate quattro scene distinte collocate una sull'altra. Dall'alto verso il basso: Cristo Pantrocratore fra i simboli degli Evangelisti, L'adorazione dei Magi con un devoto presentato da un angelo, il Contrasto dei tre vivi e dei tre morti, un Defunto disteso, in abito rosso (quest'ultimo affresco è molto rovinato). Il Contrasto viene talvolta letto, impropriamente, come la raffigurazione della leggenda di Carlo Magno. Sul lato antistante, in capo alla bifora che si apre verso il giardino, si nota una parziale Crocifissione. Su una delle porzioni della volta è possibile scorgere i resti di un san Gregorio Magno, unico superstite dei quattro dottori della chiesa.
- La terza arcata riporta una scena complessa: al centro si trova la Madonna in trono col Bambino; a sinistra, un chierico offre il modellino di una chiesa alla Vergine, offerta mediata da un angelo; a destra è raffigurato sant'Agostino in abiti vescovili; in capo alla scena, troneggia l'Agnus Dei.
- Sulla quarta arcata si trova un altro Cristo Pantocratore, conservato solo in parte poiché, nel XVIII, secolo sulla parete è stata appoggiata una scala e aperto un accesso al pontile interno alla chiesa; anche la porzione sottostante degli affreschi è andata perduta.
- La parete della quinta arcata (sepolcreto dei Radicati), oltre a un ulteriore Cristo Pantocratore, raffigura un cavaliere in armatura, affiancato da san Giovanni Battista, che si inginocchia alla Madonna in trono, a lato della quale si trova san Pietro.
- Sulla parete di fondo si trova, infine, una versione più antica del Contrasto, alquanto frammentaria. I due cavalieri superstiti alzano le mani al cielo (a uno dei due sfugge il falcone) in atteggiamento di stupore e terrore nel vedere comparire i tre morti, di cui resta un piccolo lacerto. Il Contrasto è sovrastato da una Crocifissione, anch'essa lacunosa.

## Il frutteto
Nel 1996 la Soprintendenza ai Beni Architettonici ed Ambientali del Piemonte avviò l'idea di realizzare un Giardino tradizionale nel terreno retrostante la Canonica di Vezzolano e affidò questo pezzo di terra a un'attività volontaria sotto l'egida di Leonardo Mosso e Carlo Fruttero. Il gruppo si costituì in "Frutteto della Canonica di Vezzolano - Comitato per la salvaguardia del paesaggio rurale" e decise di ricreare nell'appezzamento della Canonica un frutteto simile a quello di cui conservano traccia gli antichi disegni. Si scelse di coltivare il melo perché meglio adattabile al clima del Nord Italia, ai terreni delle colline piemontesi e per la maggiore resistenza ai parassiti.

## Galleria d'immagini

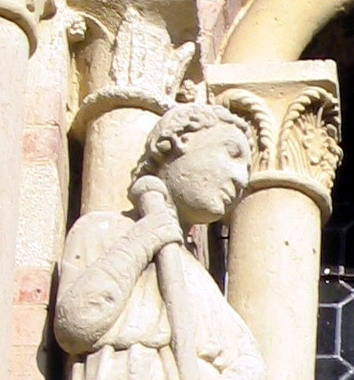
Facciata, arcangelo Michele, particolare
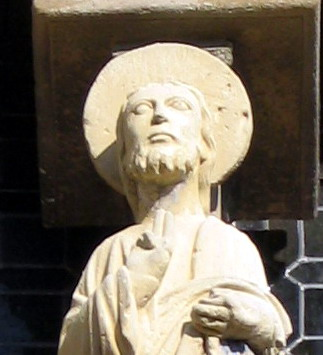
Facciata, Cristo, particolare
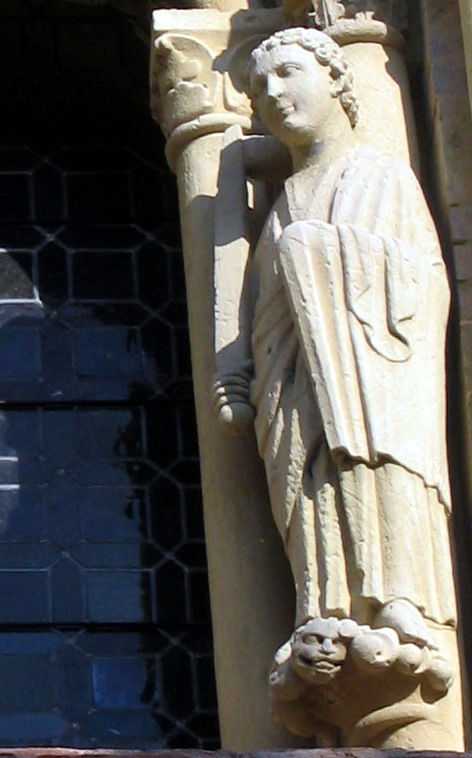
Facciata, arcangelo Raffaele

## Bibliografia

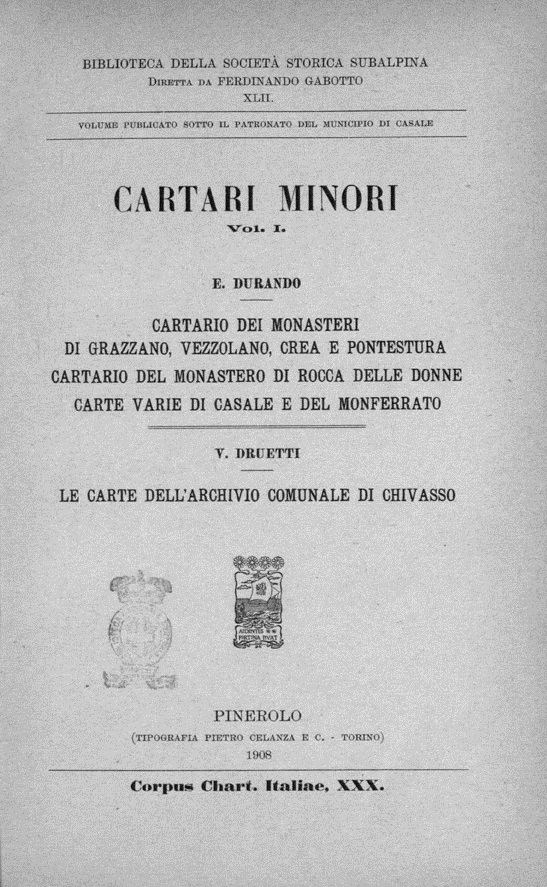
Edoardo Durando, Cartario dei monasteri di Grazzano, Vezzolano, Crea e Pontestura, 1908